# مایکه نولن
مایکه نولن (آلمانی: Maike Nollen؛ زادهٔ ۱۵ نوامبر ۱۹۷۷) قایقران کانو اهل آلمان بود.